# Samia Nkrumah
Samia Yaba Christina Nkrumah (Aburi, 23 de juny de 1960) és una política ghanesa que va presidir el Partit de la Convenció del Poble, cosa que la converteix en la primera dona a encapçalar un partit polític important a Ghana. A les eleccions parlamentàries de 2008, va guanyar l'escó de la circumscripció de Jomoro en el seu primer intent. És la filla de Kwame Nkrumah, el primer president de Ghana.
Va començar a treballar com a empleada de banca a la sucursal de Londres del Bank of India el 1984. Després, va treballar amb Al-Ahram com a periodista en diverses funcions a partir de l'any 1989. El 2024, va començar a treballar en una fàbrica de cocos a la circumscripció de Jomoro, en una iniciativa que busca convertir aquesta comunitat en un centre global per al processament de cocos i afegir valor a la vida de les persones que hi viuen.